# Madonnan med nejlikan (Leonardo)
Madonnan med nejlikan är en oljemålning som är attribuerad till den italienske renässanskonstnären Leonardo da Vinci. Den målades omkring 1475 och ingår sedan 1889 i samlingarna på Alte Pinakothek i München. 
"Madonnan med barnet" är ett av det vanligaste motiven i konsthistorien, i synnerhet under renässansen, och skildrar Jungfru Maria och Jesusbarnet. Leonardos målning benämns "Madonnan med nejlikan" på grund av den lilla röda blomma som Maria håller i sin hand.
Leonardo blev 1472 – vid 20 års ålder – målarmästare och medlem av S:t Lukasgillet i Florens där han verkade till 1482 då han flyttade till Milano. "Madonnan med nejlikan" är en av Leonardos tidigaste målningar och han gick fortfarande i lära hos konstnären Andrea del Verrocchio när den målades. Endast ett fåtal verk från hans tid som ung i Florens är bevarade, däribland två madonnabilder. Förutom Madonnan med nejlikan målade han även Benoismadonnan vid ungefär samma tidpunkt. Madonnan med nejlikan ägdes av påve Clemens VII som tillhörde den mäktiga Medicifamiljen.